# Sokuhi
sokuhi oder soku-hi (jap. 即非) ist eine japanische Logikform, in der sich Affirmation (jap. soku) und Negation (jap. hi) wechselseitig durchdringen (jap. egoteki). Die Kernformulierung lautet: Indem A nicht A ist, ist A eben A. Dieser Gedankengang stammt aus Formulierungen des Diamant-Sutra, diese Prajna-Intuition ist dann unter dem Titel sokuhi von Daisetz Teitaro Suzuki weiterentwickelt worden und im Zusammenhang mit dem Konzept der Leerheit (jap. 空, kū) in den Ansatz der Kyōto-Schule von Nishida Kitarō integriert worden.
Von der Kyōto-Schule wird ein Interferieren von Dualismen mit sokuhi, etwa Herrschaft und Knechtschaft (Hegelrezeption bei Nishida) oder von nihilum und shunyata (Heideggerrezeption bei Nishitani) angeregt.